# Gualöv
Gualöv er en lille landsby beliggende i Bromölla Kommune i Skåne län i Sverige. Den har et areal på 1 km2
og et befolkningstal på 519 (2023) indbyggere.